# Naturzoo Rheine
Koordinaten: 52° 17′ 49,3″ N, 7° 25′ 20,6″ O
Der Naturzoo Rheine (Eigenschreibweise NaturZoo Rheine) liegt im Norden der Stadt Rheine im Münsterland. Er bildet zusammen mit der Saline Gottesgabe, dem Kloster Bentlage und dem umliegenden Bentlager Wald ein Naherholungsgebiet. Der Zoo hat eine Fläche von 13 Hektar.

## Geschichte
Der Zoo wurde im Jahr 1937 als Heimattiergarten mit Dam- und Schwarzwild sowie anderen mitteleuropäischen Tierarten gegründet. Obwohl man sich zunächst auf die heimische Fauna konzentrierte, beherbergte der Zoo von Anfang an auch Rhesus- und Javaneraffen. 1965 änderte der Zoo sein Konzept und wandte sich schwerpunktmäßig außereuropäischen Tierarten zu.
1973 bis 2002 war Wolfgang Salzert wissenschaftlicher Leiter des Zoos. Der Zoo hat durch viele neuartige Gehege und sein Engagement im Artenschutz überregionales Ansehen gewonnen.
1974 wurde im Naturzoo Rheine der erste begehbare Affenwald Deutschlands eröffnet. Auf dessen erste Bewohner geht die heutige Kolonie von Berberaffen zurück.
2004 konnte mit Hilfe von Spendengeldern und Unterstützung durch die Stadt Rheine und das Land Nordrhein-Westfalen eine neue Seehund- und Pinguinanlage eröffnet werden, die die alten, nicht artgerechten Becken ersetzte.
Der Zoo zählte im Jahr 2017 290.000 Besucher und ist damit eines der meistbesuchten Freizeitangebote im Kreis Steinfurt.

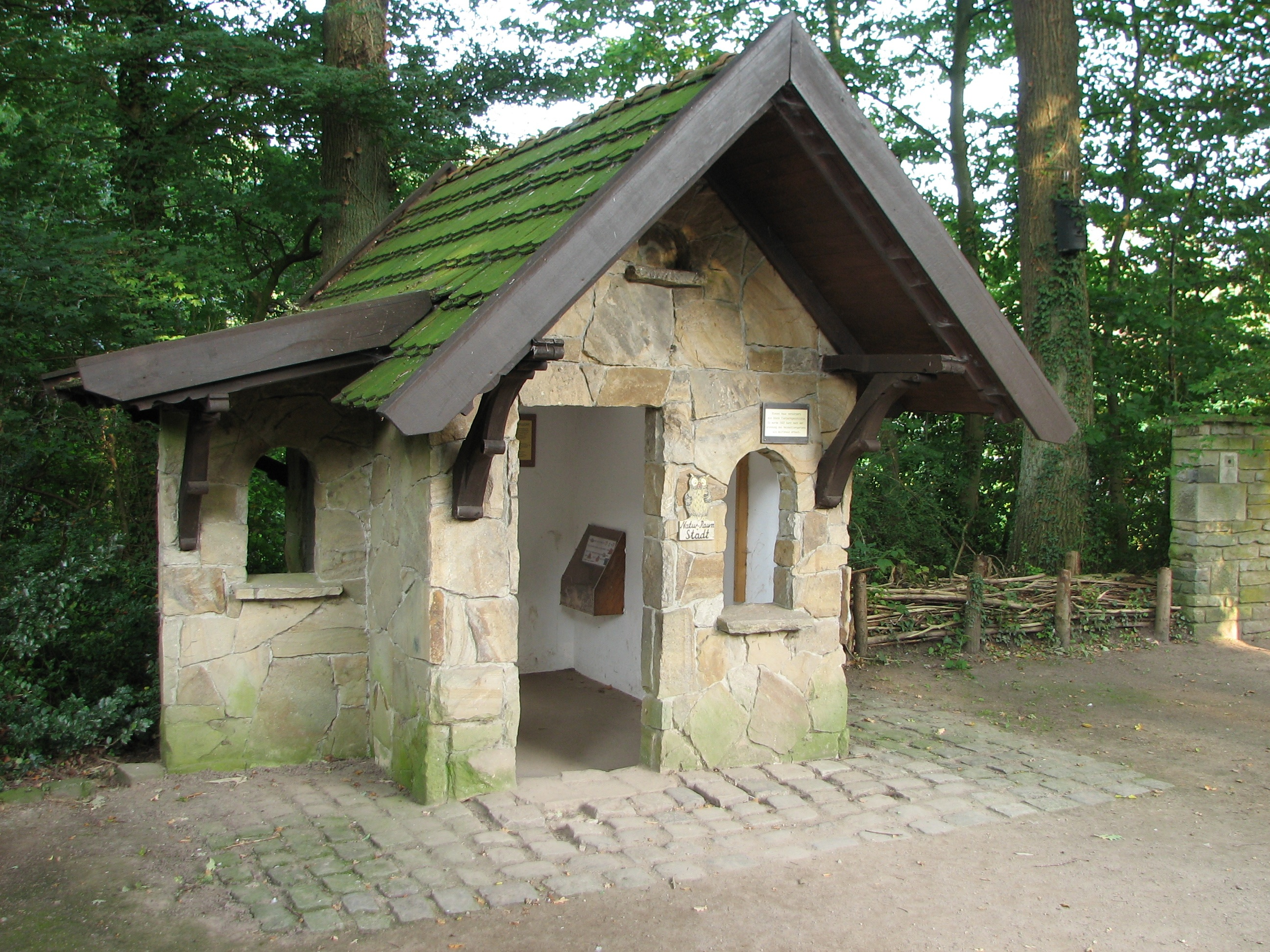
Ehemaliges Wolfsgehege aus dem Jahr 1937

## Tiere

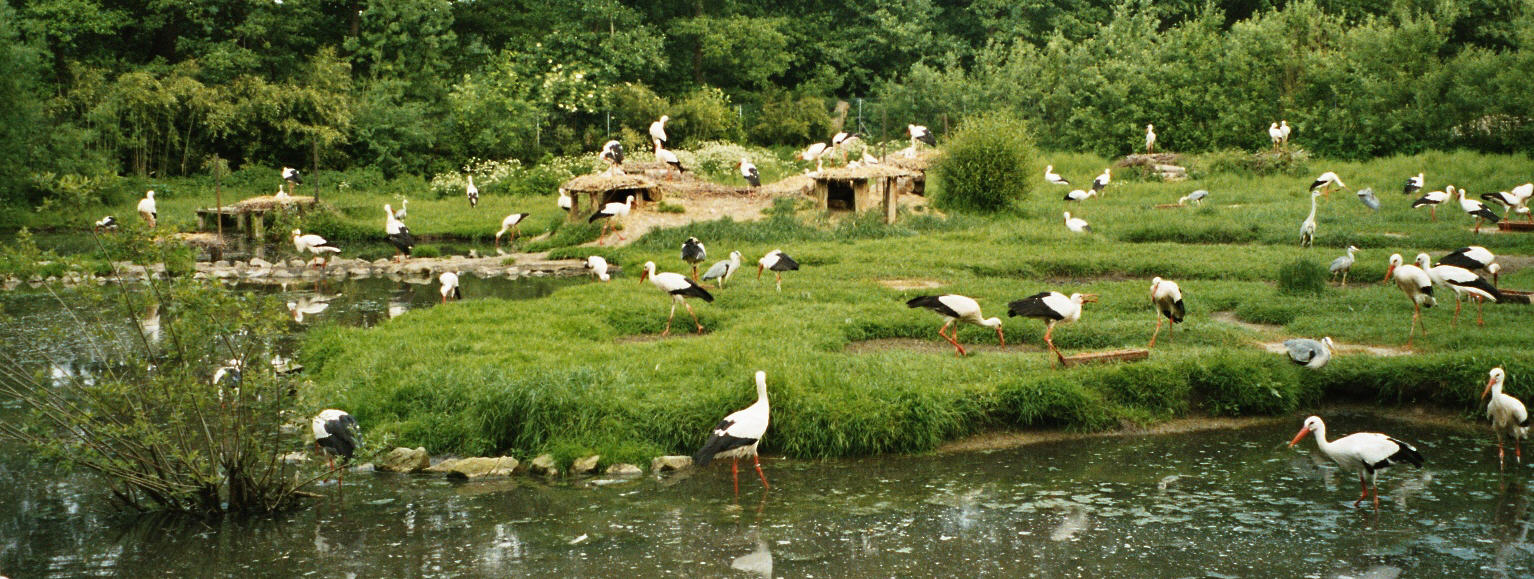
Storchenkolonie

Der Zoo beherbergt gegenwärtig rund 1400 Tiere in mehr als einhundert verschiedener Arten. Darunter finden sich neben verschiedenen Affenarten und den einheimischen, frei fliegenden Weißstörchen auch Seehunde und Tiger. Das Tigerpaar erregte in den Jahren 2003 und 2004 Aufsehen, als es drei Junge zeugte, zwei davon ungeplant.

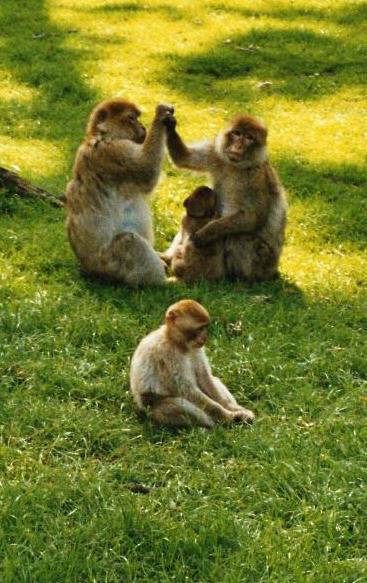
Berberaffen im Affenwald

Bekannt ist der Naturzoo Rheine für den Affenwald. 20–30 Berberaffen leben dort in einem abgezäunten Eichenhain. Die Besucher gehen durch eine Schleuse und können auf einem Weg das Gelände erkunden. Die Affen haben die Möglichkeit, unmittelbar an die Besucher heranzukommen. Regelmäßig geben Tierpfleger Führungen durch den Affenwald und erklären dabei, wie der Wald funktioniert und wie die Pflege der Affen gewährleistet wird.
Der Naturzoo Rheine beherbergt die weltweit größte Zuchtkolonie von Blutbrustpavianen. Das Zuchtprogramm (EEP), an dem der Zoo federführend beteiligt ist, soll die Rettung dieser bedrohten Affenart ermöglichen.
Er hat Stand Juni 2024 mit mehr als 200 Störchen (in 134 Nestern) die größte Storchenkolonie Nordrhein-Westfalens. Zu diesen Zoostörchen kommt in etwa die gleiche Zahl wilder Störche hinzu, die den Winter im Zoo verbringen. Weitere Störche werden während des Vogelzuges gezählt.

## Naturzoo
Der Name „Naturzoo“ soll hervorheben, dass es sich bei dem Rheiner Zoo nicht um einen „gewöhnlichen“ Tierpark handelt.
Der Zoo verfolgt ein pädagogisches Konzept, das den Besuchern Zusammenhänge in der Natur erklären und das Bewusstsein für die eigene Umwelt schärfen will. Im gesamten Zoo gibt es Lernspiele, es gibt einen Naturlehrpfad und eine Zooschule für Kinder. Außerdem versucht der Zoo, den Tieren ein möglichst artgerechtes Leben zu ermöglichen.
Der Zoo bemüht sich, schonend mit der Umwelt umzugehen. Zum Beispiel werden Abwässer in einer Pflanzenkläranlage gereinigt.

## Neubauten
Nach der Eröffnung des Geheges für Lippenbären und Goldschakale im Jahr 2009, des Storchengeheges im Jahr 2010 und der Erweiterung der Tigeranlage im Mai 2011 wurde 2013 die Eulenvoliere fertiggestellt. Der neue Streichelzoo wurde im April 2014 eröffnet. An der Stelle des alten Streichelzoos befindet sich der 2016 eröffnete Lemuren-Wald.